# Szélesszárnyú tarlósáska
A szélesszárnyú tarlósáska (Chorthippus apricarius) a sáskafélék családjába tartozó, Eurázsiában honos sáskafaj.

## Megjelenése
A szélesszárnyú tarlósáska testhossza a hím esetében 13-15 mm, a nőstény 17-21 mm. Kis termetű, karcsú alkatú faj. Alapszíne a szürkésbarnától az okkersárgáig terjed, kevés kontrasztos rajzolattal. A torpajzs oldalélei szögben befelé megtörnek. A hallónyílás ovális, 2-3-szor hosszabb, mint amilyen magas. A hímek szárnya a hátsó térdig ér vagy kissé meghaladja azt és a széles mediális mezőben jellegzetes létrás erezet látható. A nőstények szárnya nem éri el a térdet. A szárnyak okkersárgák vagy üvegszerűen attetszőek, és gyakran szabálytalan sötét foltokkal borítottak a felső oldalon és a középmezőben
Ciripelése kb. 10 méterre hallatszik el. Éneke egy induló, egyre gyorsuló mozdonyra emlékeztet. Egy strófa 10-30 másodpercig tart. 

### Hasonló fajok
A nőstény a bolygó tarlósáskához hasonlít, de ott a torpajzs élei csak befelé hajlanak, nem törnek meg. Összetéveszthető még a hangos hegyisáskával, a zengő tarlósáskával, a közönséges tarlósáskával és a halk tarlósáskával is. 

## Elterjedése
Eurázsia mérsékelt övi régióiban honos, a Pireneusoktól egészen Észak-Kínáig. A Brit-szigetekről és Olaszország nagy részéről hiányzik, de Dél-Skandináviában és a Balkánon megtalálható. Magyarországon a domb- és hegyvidékeken sokhelyütt megtalálható, de nem gyakori.  

## Életmódja
Magas füvű üde rétek, erdőszegélyek, sztyepprétek, útszélek, parlagok lakója, ahol a növényzet viszonylag magas és zárt. 
Kifejlett egyedeivel június közepétől októberig végéig találkozhatunk. A nőstény a homokos, laza talajba rakja petéit, lehetőleg növényzet nélküli helyen, pl vakondtúrásba vagy régi hangyabolyba. Az áttelelő petékből május közepén kelnek ki a lárvák, amelyek négyszer vedlenek.

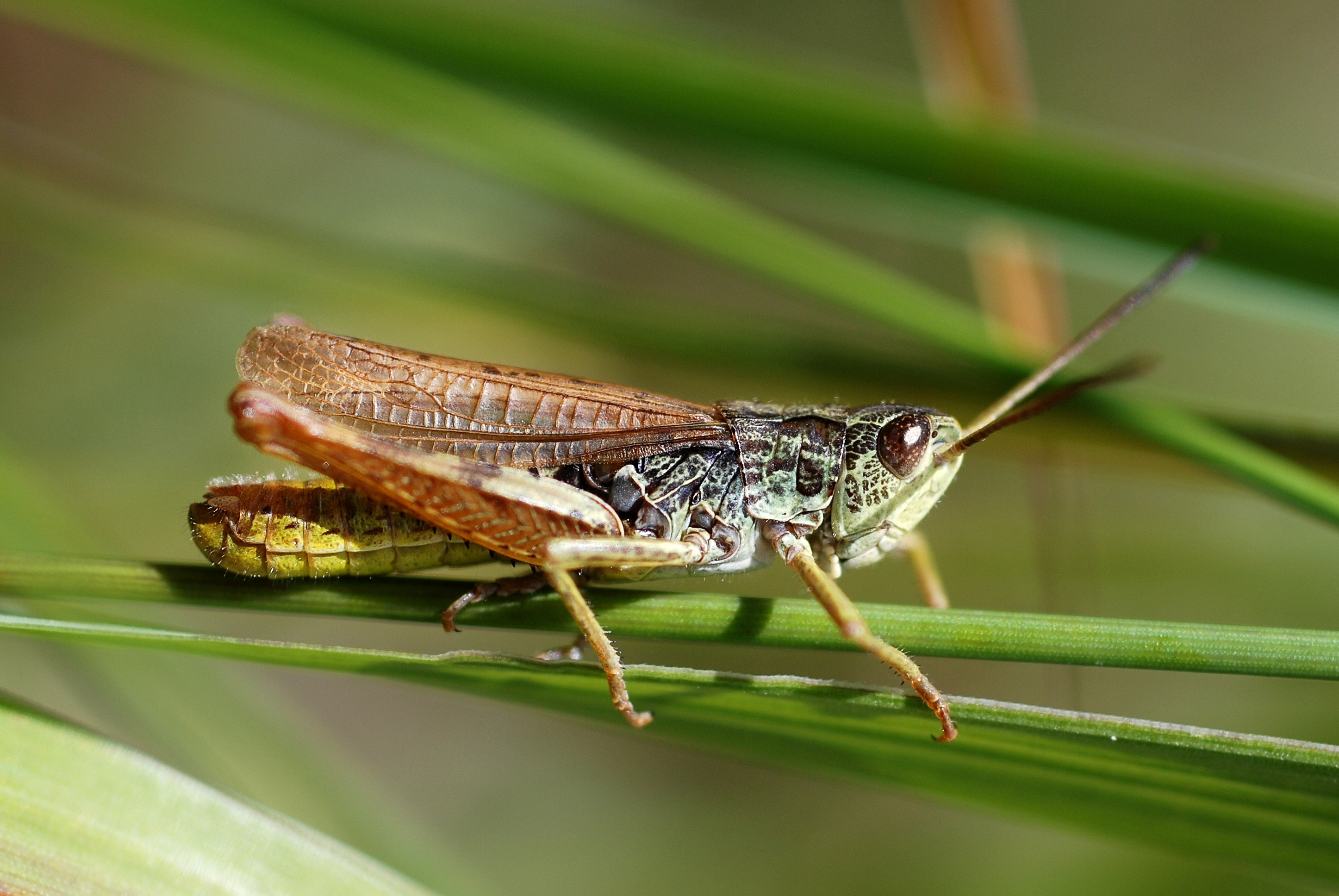
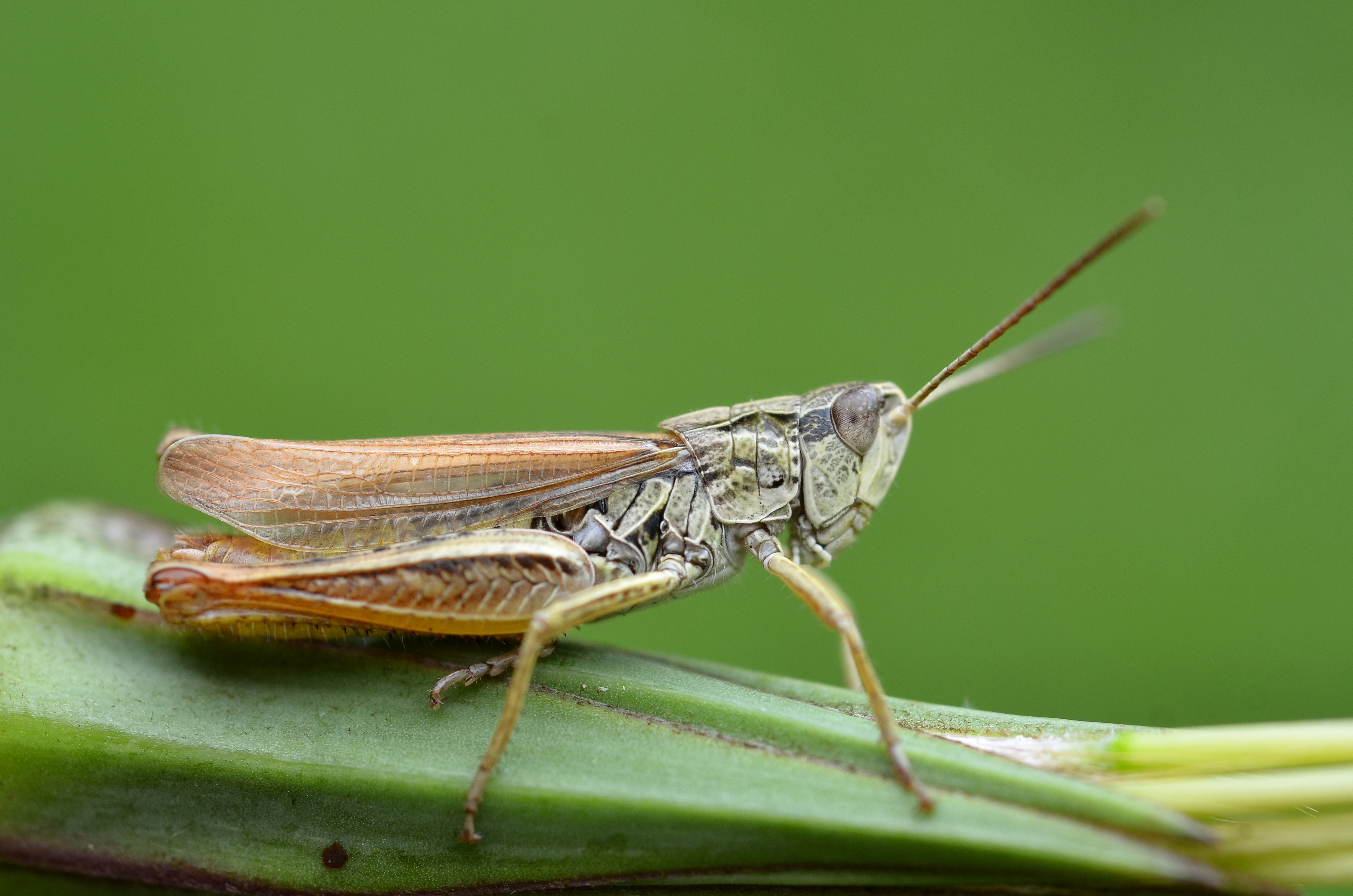
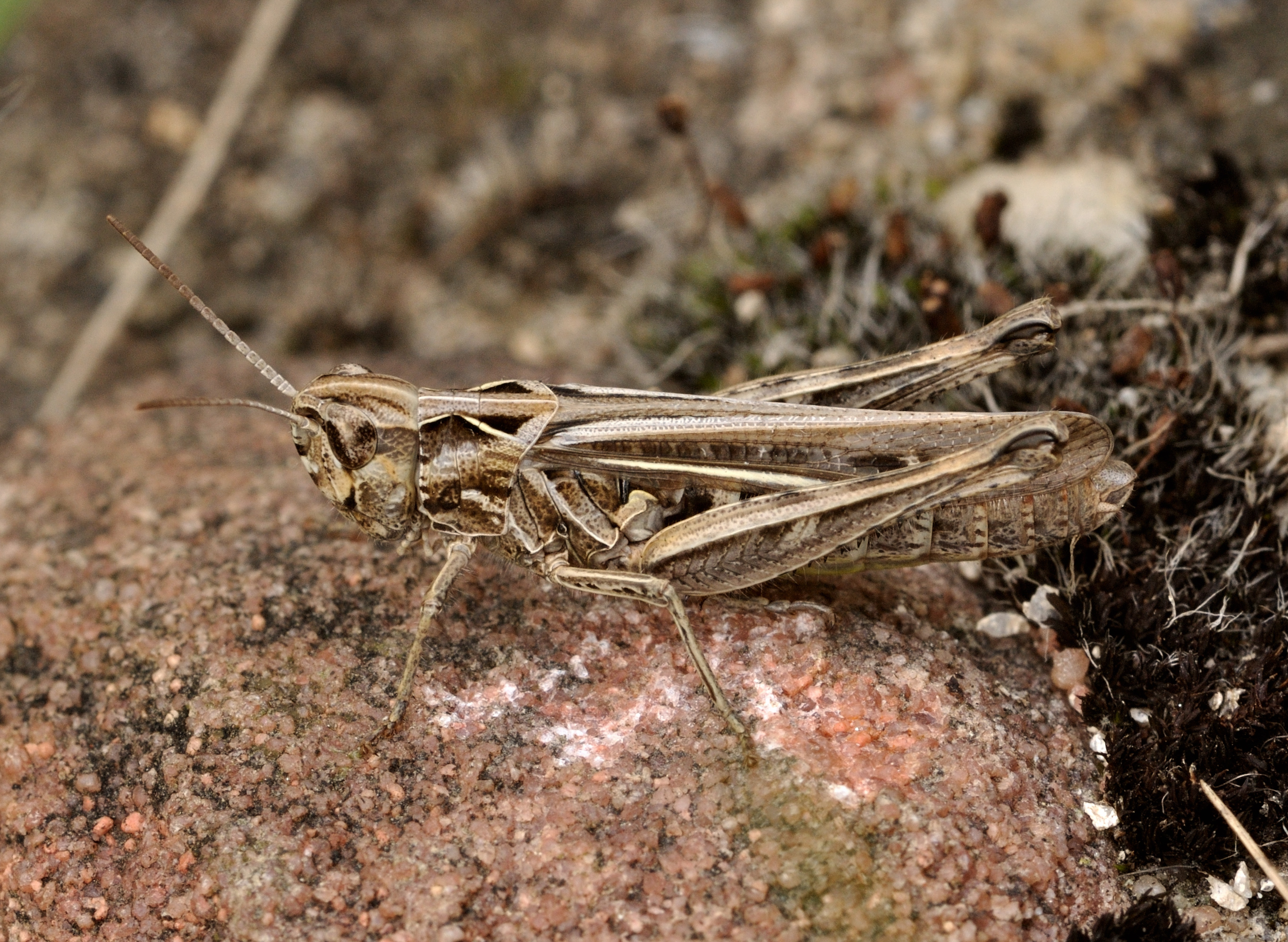
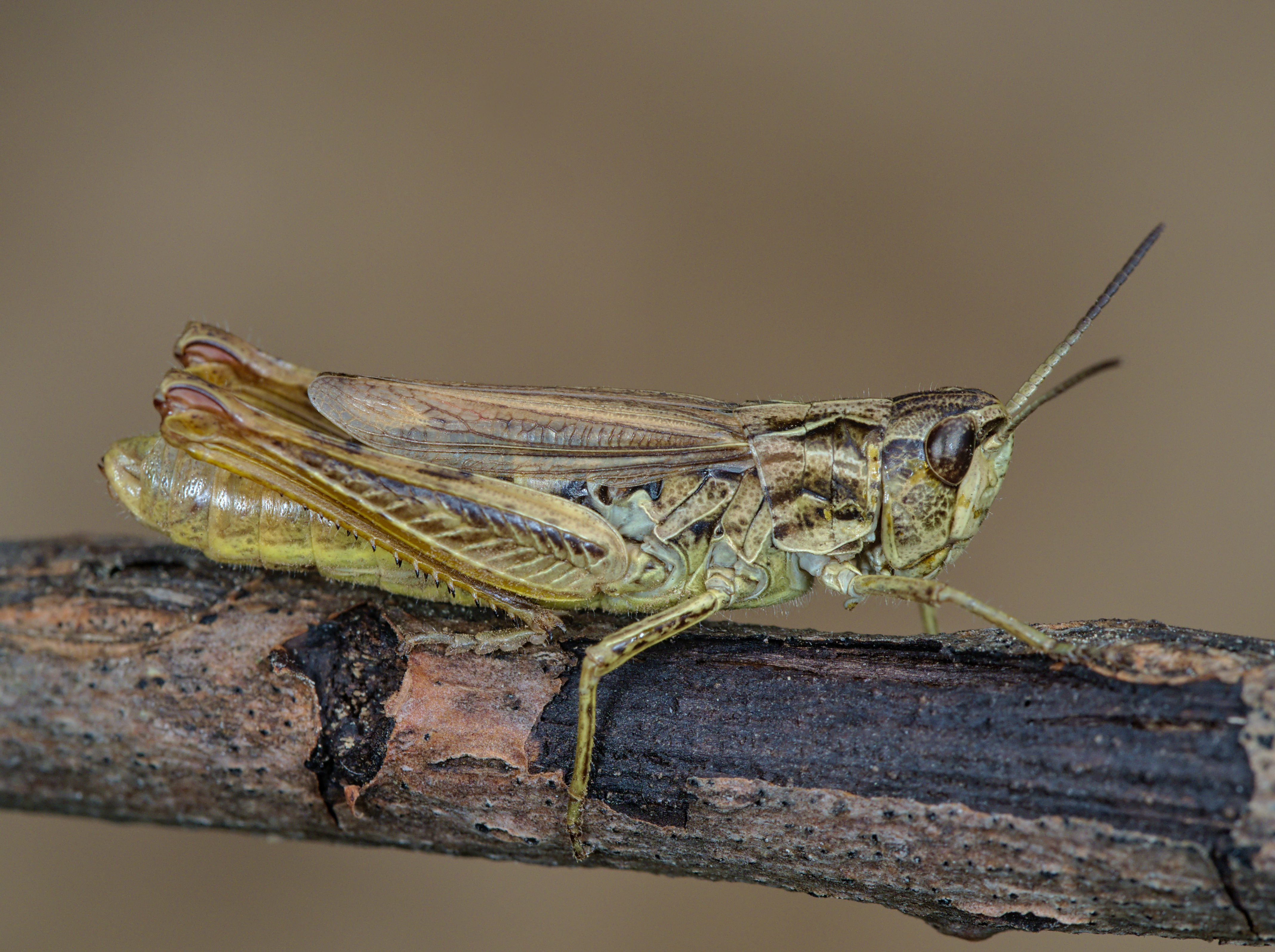
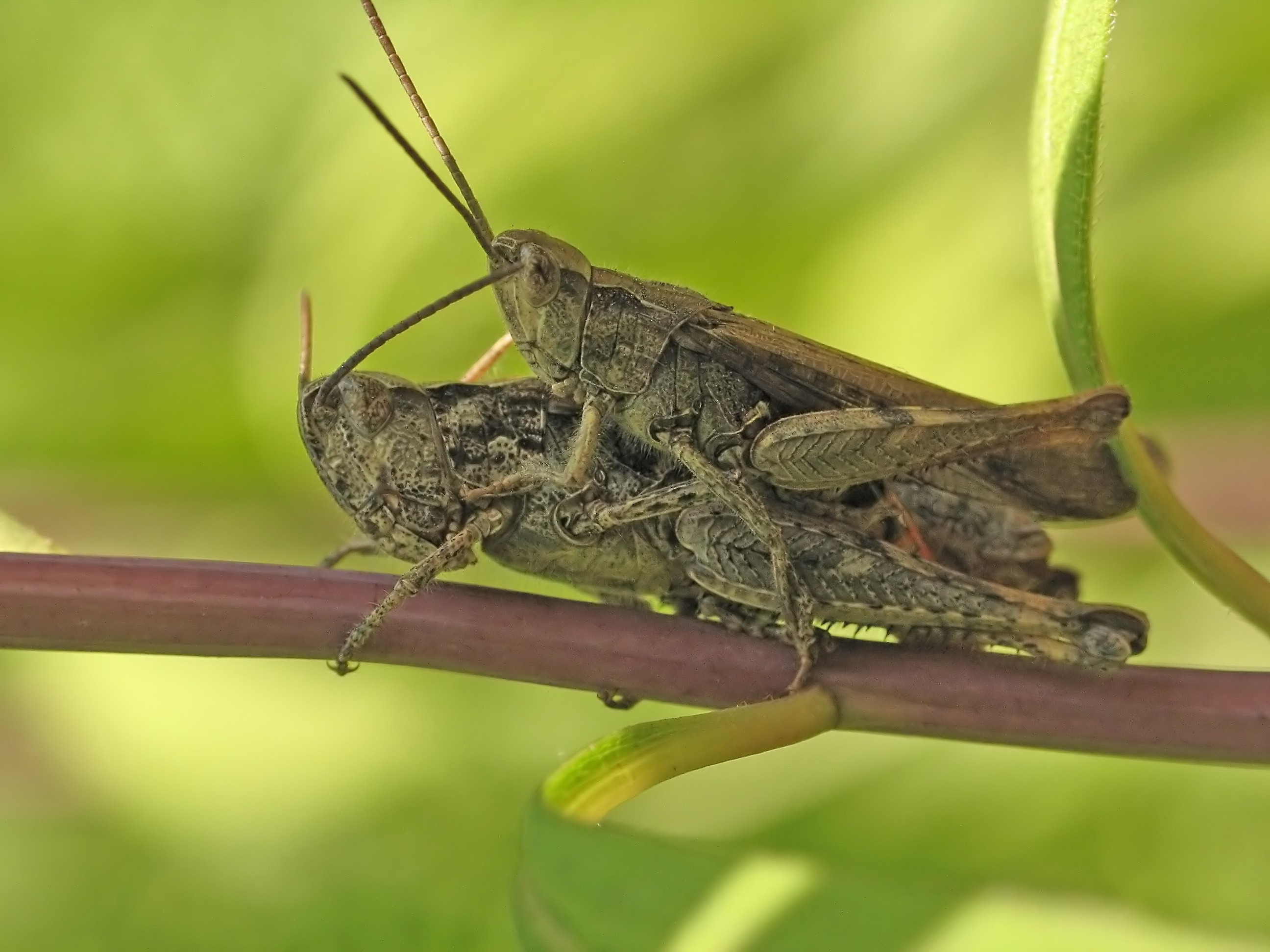

Magyarországon nem védett.